# موتور غلام عزیزی
موتور غلام عزیزی یک منطقهٔ مسکونی در ایران است که در دهستان نورآباد (منوجان) واقع شده‌است. موتور غلام عزیزی ۳۸ نفر جمعیت دارد.